# Lemegeton
Lemegeton lub Mniejszy Klucz Salomona (Clavicula Salomonis, Clavicula Salomonis Regis) – anonimowy XVII-wieczny grimoire i jedna z najbardziej popularnych demonologicznych ksiąg. 

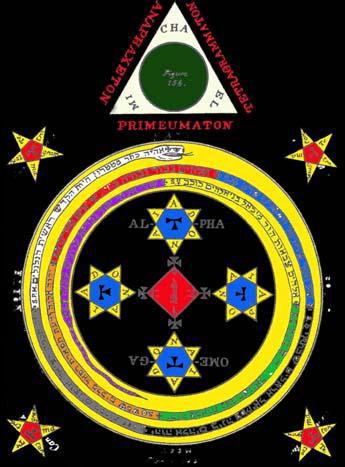
Magiczny krąg i magiczny trójkąt niezbędny do ewokowania demonów według Aleistera Crowleya.

Autorstwo tej księgi przypisuje się królowi Salomonowi. Jednak tytuły i godności określające demony nie były znane w jego czasach, podobnie jak modlitwy do Jezusa i Trójcy Świętej.
Lemegeton zawiera szczegółowy opis duchów, aniołów, demonów i sposoby ich przywoływania i zmuszania do posłuszeństwa. 
Lemegeton podzielony jest na pięć części.

## Sztuka Goecji
Goecja to pierwsza część Lemegetonu. 
Zawiera opis 72 demonów, które Salomon uwięził w specjalnym naczyniu i odtąd są zobowiązane służyć każdemu, kto będzie ich wzywał. Demony Goecji są w większości duchami złymi (upadli Aniołowie) i posiadają ścisłą hierarchię. Najwcześniejszy opis demonów Sztuki Goecji można odnaleźć w Pseudomonarchia Daemonum Jana Wiera z 1577 r. Natomiast pierwszym znanym przekładem na język angielski jest dzieło Reginalda Scota The Discoverie of Witchcraft z 1584 r. Najwcześniejszy znany obecnie egzemplarz Sztuki Goecji powstał kilka lat po ich wydaniu. Sztuka Goecji doczekała się swego najbardziej znanego wydania w 1904 r. dzięki Aleisterowi Crowleyowi i MacGregorowi Mathersowi.

### 72 duchyGoecjiwedług Crowleya
Opracowano na podstawie materiału źródłowego.

1. król Bael
2. książę Agares
3. prałat Wassago
4. markiz Samigina
5. przywódca Marbas
6. książę Walefor
7. markiz Amon
8. książę Barbatos
9. król Pajmon
10. przywódca Buer
11. książę Gusjon
12. prałat Sytri
13. król Belet
14. markiz Leraje
15. książę Eligos
16. książę Zepar
17. przywódca i hrabia Botis
18. książę Bathin
19. książę Sallos
20. król Purson
21. przywódca i hrabia Maraks
22. prałat Ipos
23. książę Aim
24. markiz Naberius
25. przywódca i hrabia Glasja-Labolas
26. książę Bun
27. markiz i hrabia[2][3] Renowe
28. książę Beryt
29. książę Astarot
30. markiz Forneus
31. przywódca Foras
32. król Asmoday
33. prałat i przywódca Gaap
34. hrabia Furfur
35. markiz Marchosjas
36. prałat Stolas
37. markiz Feniks
38. hrabia Halfas
39. przywódca Malfas
40. hrabia Raum
41. książę Fokalor
42. książę Wepar
43. markiz Sabnok
44. markiz Szaks
45. król i hrabia Win
46. hrabia Bifrons
47. książę Wual
48. przywódca Haagenti
49. książę Krocel
50. rycerz Furkas
51. król Balam
52. książę Alloces
53. przywódca Kajm
54. książę i hrabia[2][3] Murmur
55. prałat Orobas
56. książę Gremory
57. przywódca Ose
58. przywódca Amy
59. markiz Orias
60. książę Wapula
61. król i przywódca Zagan
62. przywódca Walak
63. markiz Andras
64. książę Haures
65. markiz Andrealfus
66. markiz Cymejes
67. książę Amdusjas
68. król Belial
69. markiz Dekarabia
70. prałat Sajr
71. książę Dantalion
72. hrabia Andromalius

### Przyzywanie

„Pieczęć tajemna Salomona”, przy pomocy której podporządkował on sobie 72 duchy Sztuki Goecji wraz z ich legionami i zamknął je w mosiężnym naczyniu.

W rytuałach wymaga się spełnienia bardzo wielu konkretnych i niełatwych warunków. Rytuały muszą być odprawiane w bardzo konkretnym miejscu (odludnym, gdzie nikt i nic nie zakłóci ceremonii), czasie (najlepiej 2, 4, 6, 8, 10, 12 lub 14 dnia miesiąca księżycowego), z użyciem bardzo konkretnych narzędzi. Dodatkowe warunki dotyczą samego przyzywającego, który musi osiągnąć doskonałość, by nie paść ofiarą przyzwanych potęg.
Każdy z demonów ma odpowiednią porę przywoływania:
- królowie – między dziewiątą rano a południem oraz od trzeciej po południu aż do zmierzchu
- książęta – od świtu do po południa i tylko w ładną pogodę
- prałaci – w każdą porę
- markizowie – od trzeciej po południu aż do świtu
- przywódcy (prezydenci) – w każdą porę, jednakże po zmroku za pomocą ich własnych królów
- hrabiowie (earlowie) – w każdą porę
- rycerze – o świcie oraz od czwartej po południu do zmierzchu

Każdemu z demonów przyporządkowany jest sigil, czyli magiczny symbol (pieczęć):
- królowie – pieczęcie w Słońcu (ze złota)
- książęta – pieczęcie w Wenus (z miedzi)
- prałaci – pieczęcie w Jowiszu (z cyny)
- markizowie – pieczęcie w Księżycu (ze srebra)
- przywódcy (prezydenci) – pieczęcie w Merkurym (z rtęci), przy czym Crowley sugeruje, że być może jednak powinny być one wykonane z mieszaniny miedzi i srebra lub srebra i rtęci
- hrabiowie (earlowie) – pieczęcie w Wenus i Księżycu (z miedzi i srebra), zmieszanych w równych proporcjach, przy czym Crowley sugeruje, że być może jednak powinny być one wykonane z żelaza
- rycerze – pieczęcie w Saturnie (z ołowiu)

## SztukaTeurgiiGoecji
Druga księga Lemegetonu zawiera opis 31 powietrznych duchów, częściowo dobrych, a częściowo złych. 
Duchy te mogą ukazać wszystkie ukryte rzeczy, tajemnice osób, a także wykonać czynności znajdujące się w mocy czterech żywiołów (powietrza, wody, ognia, ziemi).

## Sztuka Paulińska
Sztuka Paulińska, to trzecia część Lemegetonu. Zgodnie z legendą sztuka ta została odkryta przez Pawła z Tarsu. Znana była już w średniowieczu. Składa się z dwóch rozdziałów. 
Pierwszy rozdział odnosi się do sposobu sprowadzania aniołów kilku godzin dnia i ich sług oraz relacji tych aniołów z siedmioma planetami znanymi w tym czasie. Bardzo ważną rolę odgrywają tu specjalne tablice astrologiczne.
Drugi rozdział dotyczy aniołów znaków zodiaku i ich relacji z czterema żywiołami (powietrzem, wodą, ogniem i ziemią).

## Sztuka Almadeli (Almadelowa)
Sztuka Almadelowa, to czwarta część Lemegetonu, która mówi o tym, jak zrobić Almadel, woskową tablicę z wyrytymi na niej ochronnymi symbolami i czterema świecami.
Sztuka Almadeli mówi także o aniołach, które mają być wzywane i wyjaśnia, że każda rzecz, czynność, czy pytanie zadane aniołom musi być odpowiednie i rozsądne. 
Podobnie jak w poprzednich częściach nieodzowną rolę odgrywają tu aspekty astrologiczne.

## Sztuka Objawiona (Godna Uwagi)
Sztuka Objawiona (Sztuka Notariusza oraz Księga Helisola) to ostatnia, piąta część Lemegetonu, objawiona przez Boga za pośrednictwem Archanioła Michała królowi Salomonowi. Wierzy się, iż to dzięki tej części król osiągnął swoją dużą wiedzę.
Jest tu zbiór modlitw wraz z kabalistycznymi i magicznymi słowami w kilku językach i sposobami ich odmawiania. Prawidłowe odmawianie tych modlitw dać ma ponoć naukową wiedzę o każdej rzeczy, a także dobrą pamięć, równowagę umysłu i elokwencję.